# William B. Ross
William Bradford Ross (* 4. Dezember 1873 in Dover, Tennessee; † 2. Oktober 1924 in Cheyenne, Wyoming) war ein US-amerikanischer Politiker (Demokratische Partei), der von 1923 bis 1924 der zwölfte Gouverneur des Bundesstaates Wyoming war.

## Werdegang
Ross besuchte die Schule in Nashville, Tennessee. Dann zog er 1901 nach Cheyenne, Wyoming, wo er als Staatsanwalt durch einen Präzedenzfall, den er vor dem Supreme Court verhandelte und wo es um Verfassungsmäßigkeit eines Antiglücksspielgesetzes ging, gewann und dadurch Bekanntheit erlangte. Als Folge dieses Falls wurden alle staatlichen Spielhäuser geschlossen. 1905 wurde er zum Staatsanwalt von Laramie County gewählt. Er kandidierte 1917 erfolglos um eine demokratische Gouverneursnominierung, aber erst 1922 wurde er nominiert und gewann die spätere Wahl. Als Gouverneur versuchte er die Ausgaben zu reduzieren, indem er die Exekutivabteilungen zusammenlegte und empfiehlt eine Severance License Tax auf Produkte, die den Staat verließen. Er vertrat 1924 seinen Staat bei der Democratic National Convention. Einige Zeit später verstarb er im selben Jahr, einundzwanzig Monate nach Amtsantritt, in Cheyenne, Wyoming und wurde anschließend dort auf dem Lakeview Cemetery beigesetzt. Seine Frau Nellie Tayloe Ross wurde nach seinem Tode zur ersten Gouverneurin eines Bundesstaates der USA gewählt.
Er war Episkopat, ein Freimaurer und ein Mitglied der Kiwanis.